# یاشکووا گورنا
یاشکووا گورنا (به لاتین: Jaszkowa Górna) یک روستا در لهستان است که در گمینا کووزکو واقع شده‌است.